# Tijayan
Tijayan is een bestuurslaag in het regentschap Klaten van de provincie Midden-Java, Indonesië. Tijayan telt 2470 inwoners (volkstelling 2010).